# 北山公园站
北山公园站（蒙古语：ᠬᠣᠢᠲᠤ ᠠᠭᠤᠯᠠ ᠴᠡᠴᠡᠷᠯᠵᠭ）是呼和浩特地铁2号线的地铁车站，位于中华人民共和国内蒙古自治区呼和浩特市新城区万通路街道成吉思汗东街与万通路交叉口西侧地下，2020年10月1日開通运营。
本站原名为新城图书馆站（蒙古语：ᠰᠢᠨ᠎ᠡ ᠬᠣᠲᠠ ᠶᠢᠨ ᠨᠣᠮ ᠤᠨ ᠰᠠᠩ），2023年11月1日更改为现站名。

## 车站结构
北山公园站位于成吉思汗东街与万通路交叉口西侧，沿成吉思汗东街呈东西向布置，长203米，标准段宽度19.7米，为地下两层岛式车站。
| 地面              | 出入口 | A-D出入口 |
| 地下一层          | 站厅   | 客服中心、自动售票机、验票机                                                                                        |
| 地下二层          | 站台层 | \| \| \| █ 2号线往阿尔山路（丝绸之路大道） \| \| 島式 · 開左邊车门 \| \| \| \| \| \| █ 2号线往塔利东路（百合路） \| |
|                   |        | █ 2号线往阿尔山路（丝绸之路大道）                                                                                   |
| 島式 · 開左邊车门 |        | |
|                   |        | █ 2号线往塔利东路（百合路）                                                                                         |

## 车站出口
北山公园站共设4个出口，各出口及周围设施如下所示：
| 出口编号            | 照片 | 地点                 | 可到达目的地     |
| ------------------- | ---- | -------------------- | ---------------- |
| A · 出口            |      | 成吉思汗东街（北侧） | 内蒙古景苑生态园 |
| B · 出口            |      | 成吉思汗东街（南侧） | 衡达丁香河畔     |
| C · 出口            |      | 成吉思汗东街（南侧） | 新城区博物馆     |
| D · 出口 · （设有） |      | 成吉思汗东街（北侧） | 呼和浩特北山公园 |
| 图例： 设有         |      |                      |                  |

## 接驳交通

### 公交车
- 衡达·丁香河畔（车站东侧）：7路、56路、66路、68路、110路、120路、K7路
- 新城区环境监测站（车站西侧）：同上

## 历史
- 2018年6月28日，车站主体结构封顶[3]。
- 2020年10月1日，本站随2号线通车一同开通[1]。
- 2023年11月1日，站名由“新城图书馆站”变更为“北山公园站”[4]。